# Tita
Milton Queiroz da Paixão, más conocido como "Tita" (Río de Janeiro, Estado de Río de Janeiro, 1 de abril de 1958), es un entrenador brasileño, exfutbolista, que jugaba en la posición de mediocampista ofensivo. Fue mundialista en Italia 1990 por la selección de Brasil. Es miembro de la Iglesia de Jesucristo de los Santos de los Últimos Días, conocidos como Mormones.
Fue un destacado media-punta o volante ofensivo, siempre se destacó por su impresionante disparo de media y larga distancia, su técnica y talento para resolver jugadas de gol en los últimos 30 metros. Es considerado uno de los jugadores históricos y más queridos por la afición del Club León de la Primera División de México, a quien llevó al título de liga en la temporada 1991-92, por primera vez luego de 36 años.  

## Trayectoria

### Como jugador
Inició su carrera en las divisiones inferiores del Flamengo de su natal Río de Janeiro, creciendo cerca de la generación de Zico, la gran estrella de este club carioca. Debutó con el primer equipo en el año de 1977 y permaneció ahí hasta 1983. Durante esta etapa ganó dos veces el Brasileirão, en 1980 y en 1982, la Copa Libertadores de 1981, la Copa Intercontinental de 1981, entre otros torneos. Jugó 289 partidos y marcó 89 goles. 
Para 1983 es cedido Grêmio de Porto Alegre donde estuvo por un año y en el cual gana la Copa Libertadores de 1983. Jugó 32 partidos y marcó en 19 ocasiones. En octubre de ese mismo año regresa al Flamengo y se queda ahí hasta 1985.
En 1985 ficha por el Inter de Porto Alegre, acérrimo rival del Grêmio, club en el que ya había jugado. En dos años con el Inter disputa 57 partidos y anota 32 goles.
Se convierte en jugador del Vasco da Gama en 1987 donde gana la Liga Brasileña. En una temporada juega 42 partidos con Vasco y marca 24 goles hasta que emigra a Europa.
Para el verano de 1987 llega al Bayer Leverkusen donde gana la Copa de la UEFA de la temporada 1987-1988 enfrentando en la final al RCD Español. Sale de Leverkusen a finales de 1988 para llegar al Pescara Calcio de la Serie A italiana.
Al terminar la temporada 1988-1989 de la Serie A el Pescara termina descendiendo a la Serie B, por lo tanto Tita se ve obligado a salir del equipo, esta vez para regresar a Brasil al Vasco da Gama, donde permanece una temporada. 
En el año de 1991 llega al fútbol de México, concretamente al Club León en donde resultó campeón en la temporada 1991-92, en la cual el León venció en la final al Puebla, por marcador de 2-0. En el León fue figura al grado de ser considerado el último gran ídolo de la afición leonesa donde mete el 2º gol en esa final.
Salió del Club León en 1994 para ir al Puebla F.C., donde se mantuvo una sola temporada, para la siguiente campaña, regresar al León a vivir su segunda era en el equipo esmeralda, la cual se prolongó hasta 1997. Terminó metiéndose en el top 5 de goleadores históricos del Club, con 97 goles en 168 partidos en sus dos etapas, quedando en tercer lugar de goleo con 97 goles abajo de Mauro Boselli con 130 goles y Dumbo López con 136 goles.
Para 1997 llega al que sería su último equipo como futbolista profesional, el Club Comunicaciones de Guatemala donde logró ser campeón del Torneo de Primera División la única y última temporada que jugó.

## Selección nacional
Con la Selección participó un total de 32 encuentros y marcó 6 goles.
Participó en la Copa América de 1989, la cual ganó Brasil, cuando el sistema de competencia era una fase final con los mejores 4 equipos enfrentándose todos contra todos. De la mano de jugadores como Bebeto y Romário superaron a Uruguay 6 puntos a 4.
Para 1990, a sus 32 años, Tita es convocado por la Selección de Brasil para disputar el Mundial de Italia 90, su primera y única Copa del Mundo. Sin embargo, no disputó ningún encuentro.

## Clubes

### Como jugador
| Club                | País      | Año       |
| ------------------- | --------- | --------- |
| Flamengo            | Brasil    | 1977-1982 |
| Grêmio              | Brasil    | 1982-1983 |
| Flamengo            | Brasil    | 1983-1985 |
| Internacional       | Brasil    | 1985-1986 |
| Vasco da Gama       | Brasil    | 1986-1987 |
| Bayer Leverkusen    | Alemania  | 1987-1988 |
| Pescara Calcio      | Italia    | 1988-1989 |
| Vasco da Gama       | Brasil    | 1989-1990 |
| Club León           | México    | 1990-1994 |
| Puebla F.C.         | México    | 1994-1995 |
| Club León           | México    | 1995-1997 |
| Club Comunicaciones | Guatemala | 1997      |

### Como entrenador
| Club                                  | País           | Año       |
| ------------------------------------- | -------------- | --------- |
| Vasco da Gama                         | Brasil         | 2000      |
| Americano                             | Brasil         | 2000      |
| Urawa Red Diamonds                    | Japón          | 2001      |
| El Paso Patriots                      | Estados Unidos | 2002      |
| Americano                             | Brasil         | 2003      |
| Caxias                                | Brasil         | 2004      |
| Remo                                  | Brasil         | 2004-2005 |
| Campinense                            | Brasil         | 2005      |
| Olaria                                | Brasil         | 2005      |
| Selección de Japón (Auxiliar técnico) | Japón          | 2006      |
| Tupi                                  | Brasil         | 2006-2007 |
| Macaé                                 | Brasil         | 2007-2008 |
| Vasco da Gama                         | Brasil         | 2008      |
| América RN                            | Brasil         | 2009      |
| Volta Redonda                         | Brasil         | 2010      |
| Club León                             | México         | 2010-2011 |
| Club Necaxa                           | México         | 2012      |
| Macaé                                 | Brasil         | 2016-     |

## Estadísticas

### Resumen estadístico como jugador
| Club                | Periodo   | Encuentros | Goles | Promedio |
| ------------------- | --------- | ---------- | ----- | -------- |
| Flamengo            | 1977-1983 | 289        | 89    | 0,31     |
| Grêmio              | 1983      | 32         | 19    | 0,60     |
| Flamengo            | 1983-1985 | 93         | 41    | 0,44     |
| Internacional       | 1985-1986 | 57         | 32    | 0,56     |
| Vasco da Gama       | 1987      | 42         | 24    | 0,57     |
| Bayer Leverkusen    | 1987-1988 | 37         | 22    | 0,59     |
| Pescara             | 1989      | 31         | 17    | 0,55     |
| Vasco da Gama       | 1989-1990 | 39         | 11    | 0,28     |
| Club León           | 1991-1994 | 105        | 64    | 0,51     |
| Puebla F.C.         | 1994-1995 | 42         | 23    | 0,55     |
| Club León           | 1996-1997 | 62         | 33    | 0,52     |
| Club Comunicaciones | 1997      | 11         | 6     | 0,54     |
| Total               | Total     | 840        | 370   | 0,44     |

## Palmarés

### Como jugador

#### Campeonatos regionales
| Título                        | Club               | Estado         | Año  |
| ----------------------------- | ------------------ | -------------- | ---- |
| Campeonato Carioca            | C.R. Flamengo      | Río de Janeiro | 1978 |
| Campeonato Carioca            | C.R. Flamengo      | Río de Janeiro | 1979 |
| Campeonato Carioca (Especial) | C.R. Flamengo      | Río de Janeiro | 1979 |
| Campeonato Carioca            | C.R. Flamengo      | Río de Janeiro | 1981 |
| Campeonato Carioca            | C.R. Vasco da Gama | Río de Janeiro | 1987 |

#### Campeonatos nacionales
| Título                        | Club                | País      | Año     |
| ----------------------------- | ------------------- | --------- | ------- |
| Serie A                       | C.R. Flamengo       | Brasil    | 1980    |
| Serie A                       | C.R. Flamengo       | Brasil    | 1982    |
| Serie A                       | C.R. Vasco da Gama  | Brasil    | 1989    |
| Primera División de México    | Club León           | México    | 1991-92 |
| Primera División de Guatemala | Club Comunicaciones | Guatemala | 1996-97 |

#### Campeonatos internacionales
| Título                | Club                | País     | Año     |
| --------------------- | ------------------- | -------- | ------- |
| Copa Libertadores     | C.R. Flamengo       | Brasil   | 1981    |
| Copa Intercontinental | C.R. Flamengo       | Japón    | 1981    |
| Copa Libertadores     | Grêmio FBPA         | Brasil   | 1983    |
| Copa de la UEFA       | Bayer Leverkusen    | Alemania | 1987-88 |
| Copa América          | Selección de Brasil | Brasil   | 1989    |